# Benndorf (Lanitz-Hassel-Tal)
Benndorf ist seit dem 1. Juli 2009 ein Ortsteil der Gemeinde Lanitz-Hassel-Tal im Burgenlandkreis in Sachsen-Anhalt.

## Geografie
Benndorf liegt zwischen Apolda und Naumburg (Saale) am Rand der Finne, einem Bergrücken an der Landesgrenze Sachsen-Anhalt/Thüringen. Durch den Ort fließt der Kochelbach.

## Geschichte
In den ältesten Urkunden werden die thüringischen Geschlechter der Schenken und Marschalle als Grundherren der einzelnen Hufen und Höfe erwähnt. Ab 1302 kam der Ort schrittweise durch Verkauf an das Kloster Pforta. Die Kirche war eine Filiale von Spielberg. Nach der Säkularisation des Klosters Pforta im Jahr 1540 gehörte Benndorf von 1543 bis 1815 zum kursächsischen Amt Pforta. Durch die Beschlüsse des Wiener Kongresses kam der Ort 1815 zu Preußen und wurde 1816 dem Landkreis Naumburg im Regierungsbezirk Merseburg der Provinz Sachsen zugeteilt, zu dem er bis zur Auflösung des Kreises 1932 gehörte.
Das genaue Eingemeindungsdatum von Benndorf nach Spielberg unbekannt. Mit der Eingemeindung von Spielberg und seinen Ortsteilen gehörte Benndorf seit dem 17. Oktober 2004 zur Gemeinde Taugwitz. Seit dem Zusammenschluss der Gemeinden Möllern und Taugwitz am 1. Juli 2009 ist Benndorf ein Ortsteil der neuen Gemeinde Lanitz-Hassel-Tal.

## Verkehr
Südlich des Ortsteils verläuft durch den Nachbarort Poppel die Bundesstraße 87 von Apolda nach Naumburg (Saale). Durch den Ort verläuft der Ökumenische Pilgerweg von Görlitz nach Vacha.